# Thoirette-Coisia
Thoirette-Coisia község Franciaország Burgundia-Franche-Comté régiójában, Jura megyében. Új községként 2017. január 1-jén jött létre Thoirette és Coisia község egyesítésével. A korábbi községek egyesülésekor az új község lélekszáma 901 fő lett. Lakosainak száma 816 fő (2022. január 1.).

## Népesség
| Lakosok száma | 868  | 868  | 861  | 855  | 848  | 831  | 816  |
|               | 2015 | 2017 | 2018 | 2019 | 2020 | 2021 | 2022 |